# Trietil ortoacetat
Trietil ortoacetat je organsko jedinjenje sa formulom CH3C(OC2H5)3. To je etil ortoestar sirćetne kiseline. On je bezbojna uljasta tečnost.
Trietil ortoacetat se koristi u organskoj sintezi za acetilaciju. Takođe se koristi u Džonson-Klejzenovom rearanžiranju.